# Cementerio de Torrero
El cementerio de Torrero es el mayor campo santo de la ciudad española de Zaragoza, ubicado en el distrito de Torrero, al sur.

## Historia

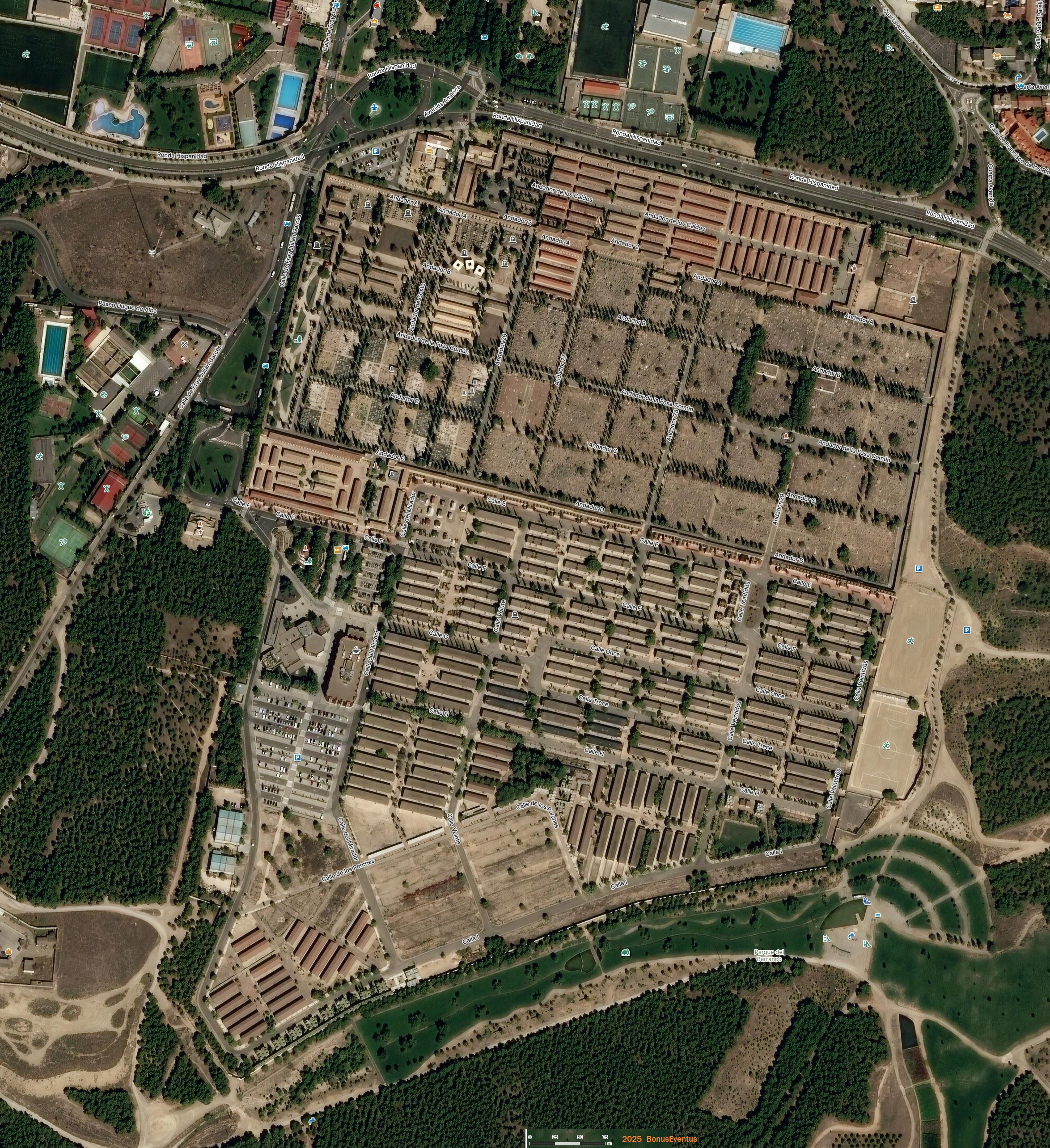
Vista general del Cementerio de Torrero

El cementerio de Zaragoza fue creado en el año 1834 y bendecido por la autoridad eclesiástica, el Arzobispo de Zaragoza. Anteriormente las inhumaciones tenían lugar en terrenos de iglesias anejas al templo, en conventos, y en hospitales de la ciudad, lo que terminó acarreando problemas como la falta de espacio y supuestamente de salud pública. Este nuevo cementerio estaba al sur de la ciudad y disponía de un gran espacio para el momento y para las futuras ampliaciones. 
En sus comienzos administraban el cementerio el ayuntamiento y las parroquias conjuntamente lo que supuso frecuentes disputas. Desde 1868 la administración quedó exclusivamente en manos del ayuntamiento de Zaragoza. En el siglo XIX, se amplió en los años 1866, 1885 y 1895. En 1883 el ayuntamiento destinó junto al cementerio un espacio para el enterramiento civil. Ya en el siglo XX se procedió a una nueva ampliación en el año 1911.
La ciudad no padeció la destrucción causada por la Guerra Civil pero si hubo una fuerte represión y se fusiló junto a la tapia del cementerio. Los cuerpos fueron enterrados en fosas comunes. En los años 80 del siglo XX los restos humanos fueron exhumados. En Torrero también se habilitaron zonas para los militares italianos y alemanes, aliados de Franco, caídos en combate; en 1941, se les trasladó a un nuevo espacio que constituye, todavía en la actualidad, el pequeño cementerio alemán. Se habilitó otro espacio para los combatientes musulmanes caídos del ejército de Franco, los rifeños, que desde 2013 es el Cementerio Musulmán de Zaragoza. El resto del siglo XX y hasta la actualidad, el cementerio ha continuado creciendo; hubo otra ampliación en 2002, con la apertura de un nuevo edificio de atención al público. También existe un espacio para enterramientos de cristianos no católicos y civiles, el llamado cementerio evangelista o protestante.

## Monumentos

### Mausoleo de Joaquín Costa

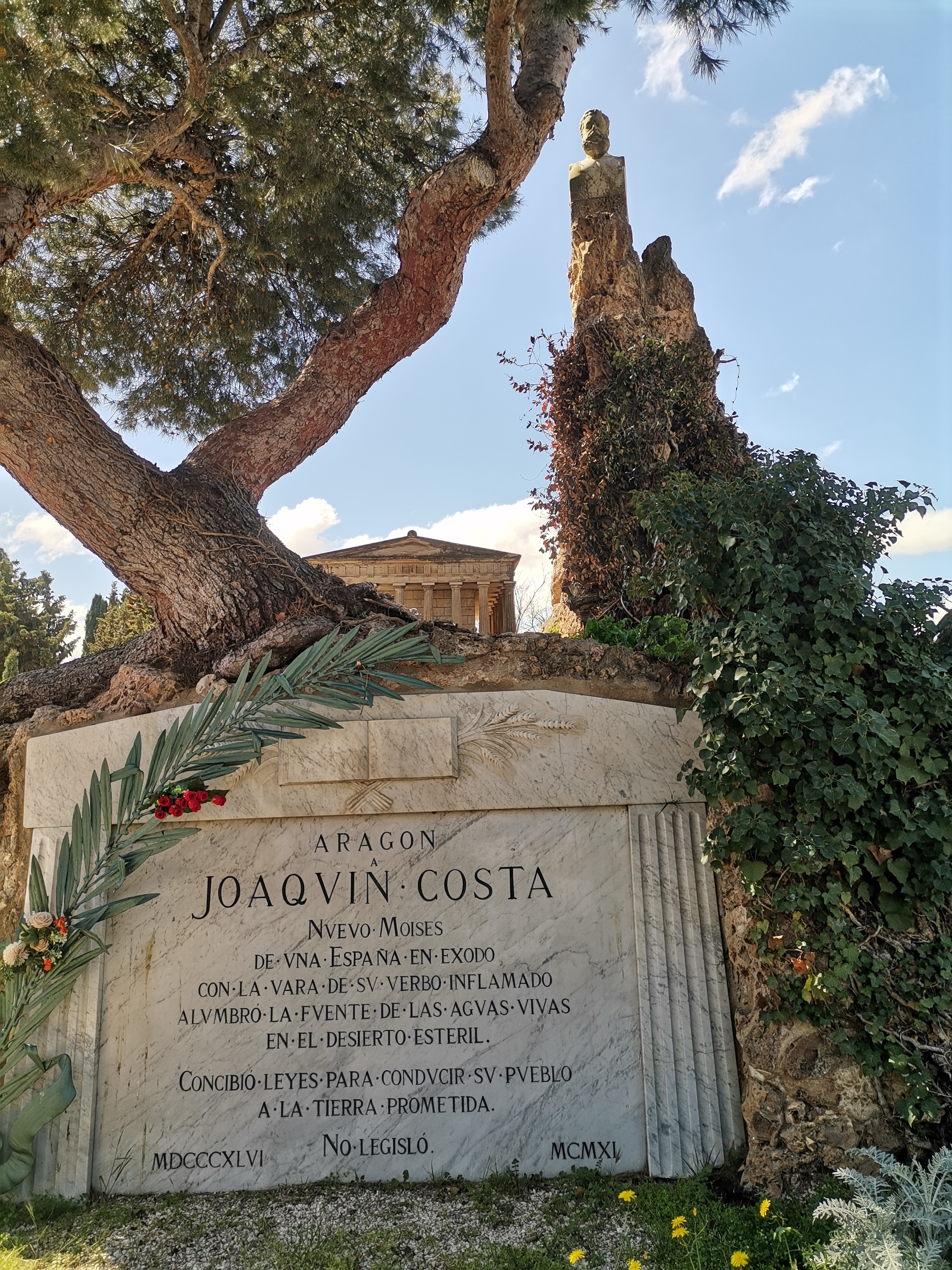
Mausoleo de Joaquín Costa

Fue erigido por suscripción pública en honor al político aragonés, referente del Regeneracionismo. Diseñado en 1912 por el escritor Manuel Bescós y el pintor Felix Lafuente, y obra del arquitecto José de Yarza en 1916. La montaña artificial semeja un jardín en el que se puede encontrar una maqueta en mármol de un templo griego y diversas plantas ibéricas, todo rematado por el busto de Costa obra del escultor Dionisio Lasuén.

### Monumento Conmemorativo de la Fosa Común

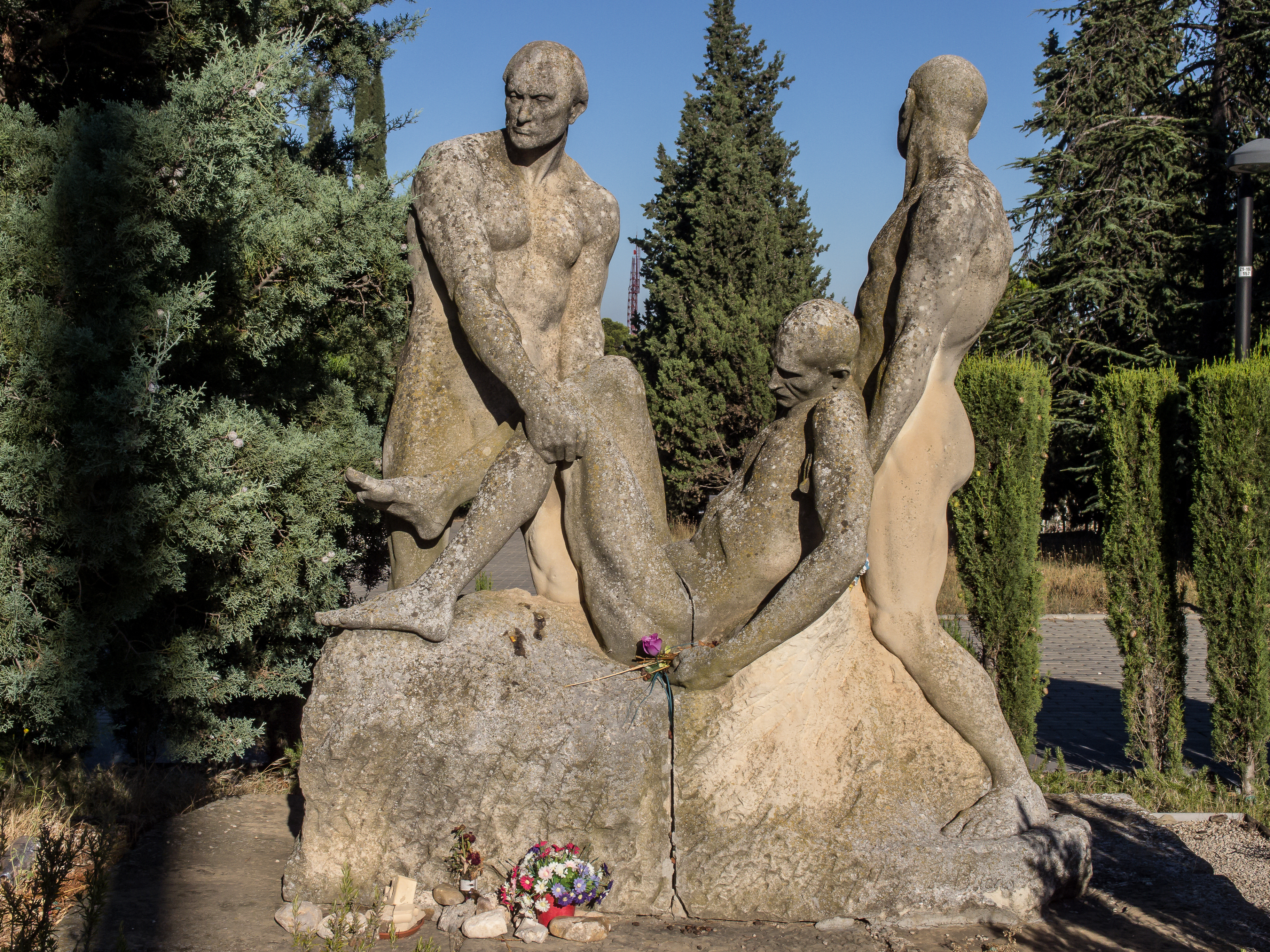
Monumento a la Fosa Común

Frente a la fosa común del cementerio se erige este monumento de José Bueno Gimeno. Se trata de una escultura de piedra de 2 metros de alto; dos hombres cargan con el cuerpo de un tercero muerto. La escultura, financiada por suscripción pública, fue realizada en 1918 gracias a una iniciativa popular apoyada por el periódico El Heraldo de Aragón y se inauguró el 15 de junio de 1919.

### Monumento a los Caídos
Un monumento a las víctimas franquistas de la Guerra Civil, esto es, a los represaliados por la República y los caídos en el frente por Dios y por España. Es otro de los muchos monumentos de ese tipo que se levantaron en toda España durante la dictadura de Franco. Este monumento se colocó en la Plaza del Pilar (1954) hasta que se trasladó al cementerio de Torrero. Consiste en un gran altar de hormigón armado revestido de sillería de piedra de la Puebla coronado con una gran cruz; en total la altura del monumento es de 21,5 metros con una anchura de 28,5 metros. Es obra de Ramiro Moya Blanco, Manuel Laviada, Luis Moya Blanco y 
Enrique Huidobro Pardo. Fue inaugurado en 1953 con el nombre: Monumento a los Héroes y Mártires de Nuestra Gloriosa Cruzada, tras 9 años de obra y más de 2 para seleccionar el proyecto.

### Monumento a los muertos por la libertad y la democracia
Consite en un monolito de granito de 196 cm de altura con la inscripción "A cuantos murieron por la libertad y la democracia 1936-1939 y postguerra", homenaje a las víctimas de la Guerra Civil. Se inauguró el 1 de noviembre de 1980; en ese año se habían exhumado los restos humanos de las fosas comunes correspondientes a las víctimas republicanas de la Guerra Civil en Zaragoza.

### Capilla de los Caídos y Torrero Natural

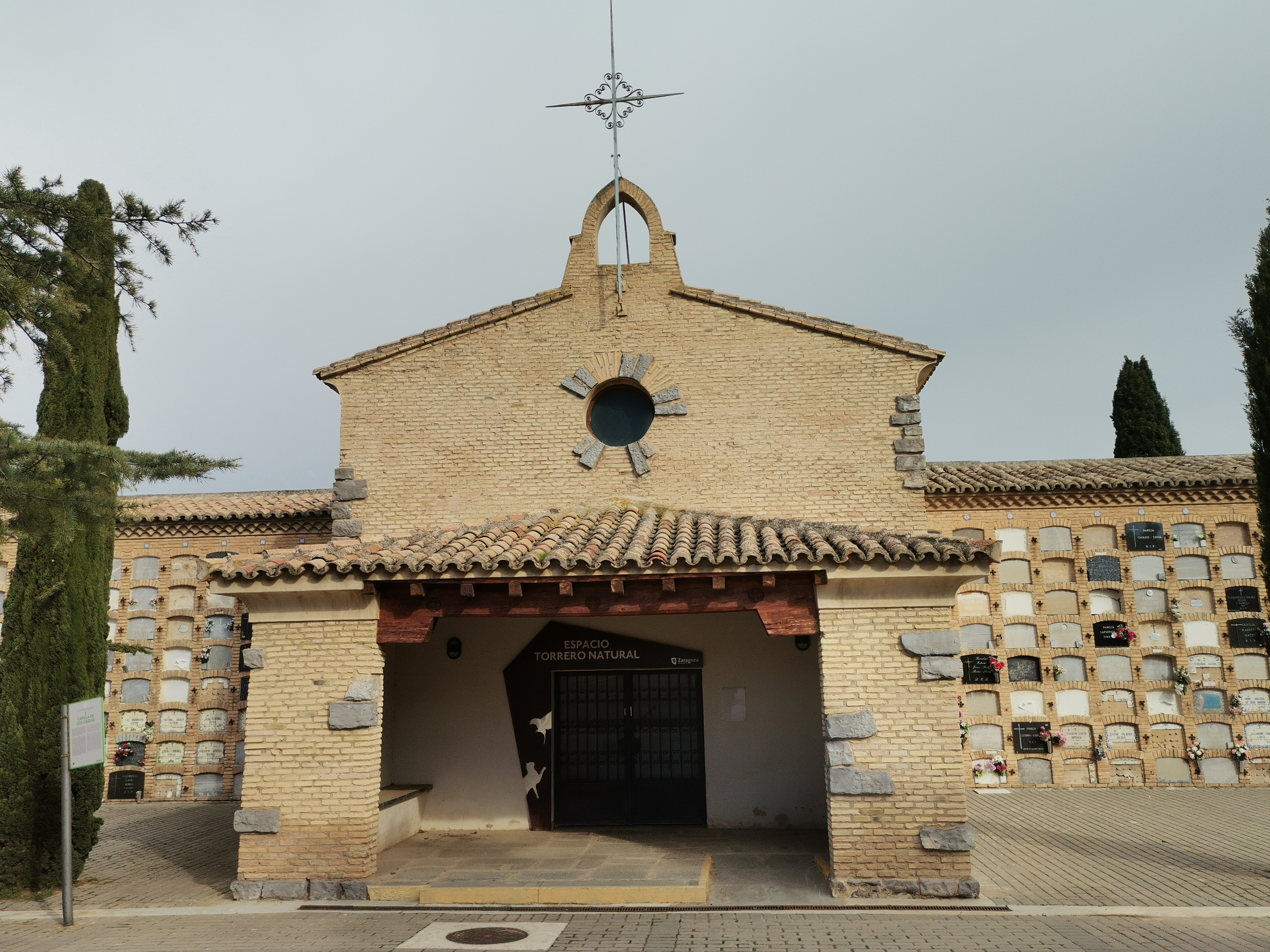
Nichos de los caídos, y capilla. Espacio Torrero Natural desde 2018

Esta capilla y dos manzanas de nichos fueron construidos para albergar los casi 3.936 "caídos en el frente y hospitales de Aragón". Los restos de 3.560 fueron trasladados en 1961 al Valle de los Caídos, inaugurado el 1 de abril de 1959. Hoy la capilla alberga "Torrero Espacio natural", centro expositivo para impulsar los valores medioambientales del recinto funerario.

### Busto de Miguel Fleta
Con motivo del centenario del nacimiento de Miguel Fleta, el 29 de mayo de 1999 se coloca en el panteón del tenor un busto de bronce, obra de Alberto Gómez Ascaso.

## Arte en nichos y panteones

### Ángel en oración
Escultura del panteón de la familia Matute Pérez. Es una escultura de 1898 en piedra caliza que representa a un Ángel rezando con un rosario en la mano. Es obra de Dionisio Lasuén Ferrer. Constituye una de las más antiguas representaciones escultóricas del cementerio.

### El Silencio
En el panteón de Antonio Morón Lázaro se halla esta escultura alegórica del silencio, realizada en caliza en 1904 por Dionisio Lasuén Ferrer.

### Dejando la tierra
Panteón de la familia Ginés. Escultura hecha por Enrique Clarasó y Daudí en 1905. Alegórica del alma, con forma de mujer, de mármol y cerca de 2 metros de altura

### El tiempo
Panteón de las familias Gómez y Sancho. Escultura de mármol de 2,25 m de altura, que consiste en un hombre anciano que porta el libro del tiempo. Obra de Enrique Clarasó y Daudí de 1907

## Personas ilustres enterradas en el cementerio de Zaragoza
- Agustín Alcaide Ibieca (1778-1846): jurista e historiador, famoso por su crónica de los sitios de Zaragoza.
- Pilar Bayona López de Ansó: (1897-1979) pianista zaragozana.
- José Arsenio Franco Larraz: conocido artísticamente como Pepe Carroll (1957-2004). Fue un conocido mago y presentador de televisión.
- Mariano de Cavia (1855-1920): laureado periodista y académico de la lengua.[14]
- Joaquín Costa (1846-1911): político, jurista, economista e historiador español, el mayor representante del movimiento intelectual decimonónico español conocido como Regeneracionismo.
- Miguel Fleta (1897-1938): destacado tenor aragonés.
- Luis Horno Liria (1915-2004): escritor, crítico literario y humanista.
- Julio Monreal y Ximénez de Embún (1838-1890): escritor, periodista y magistrado.
- Demetrio Galán Bergua: (1894-1970) médico, humanista y periodista, gran estudioso del folclore de Aragón.
- José Oto Royo (1906-1961): cantador de jota aragonesa. Pareja artística y sentimental de Felisa Galé Lacoma.
- Felisa Galé Lacoma (1912-1948): cantadora de jota aragonesa. Pareja artística y sentimental de José Oto Royo.
- Miguel Sancho Izquierdo (1890-1988): filósofo del derecho, catedrático de Derecho y rector de la Universidad de Zaragoza.
- Ángel Sanz-Briz (1910-1980):  llamado el Ángel de Budapest fue un diplomático español destinado durante la Segunda Guerra Mundial en Hungría. En 1944, actuando como embajador en Hungría para el gobierno de Francisco Franco salvó la vida de 5200 judíos durante el Holocausto. Por estos hechos, fue reconocido por Israel como Justo entre las Naciones.

## Galería

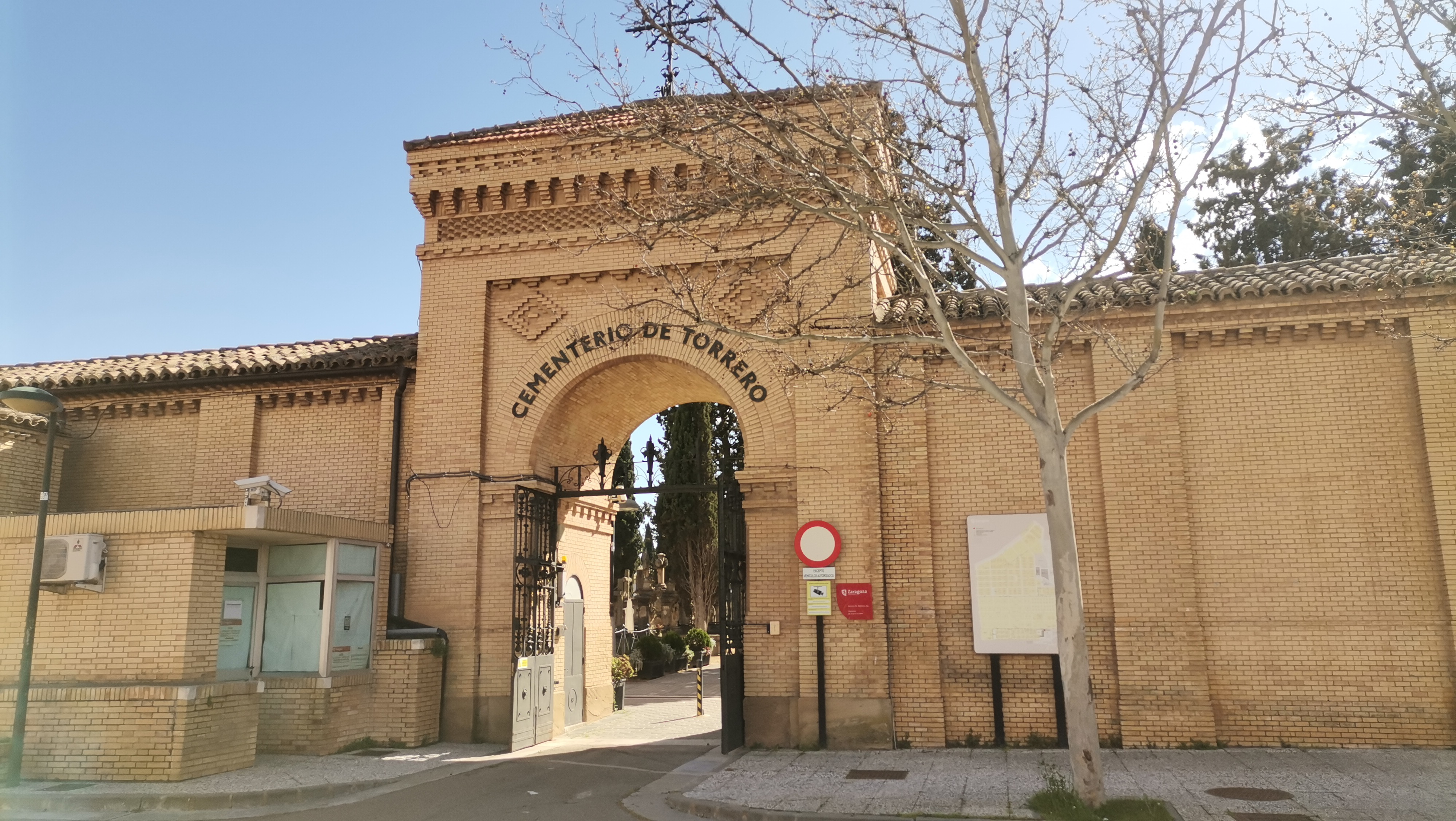
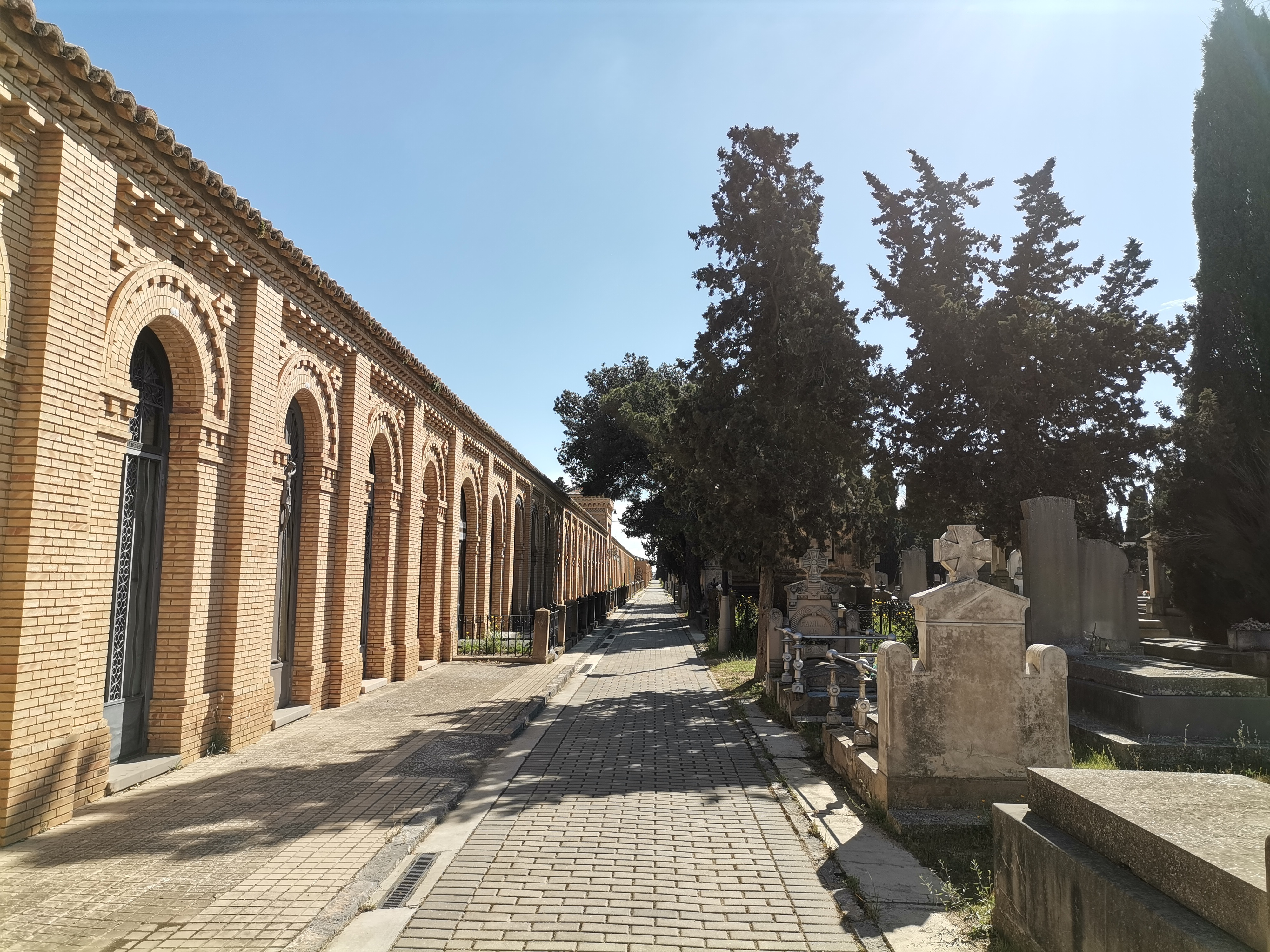
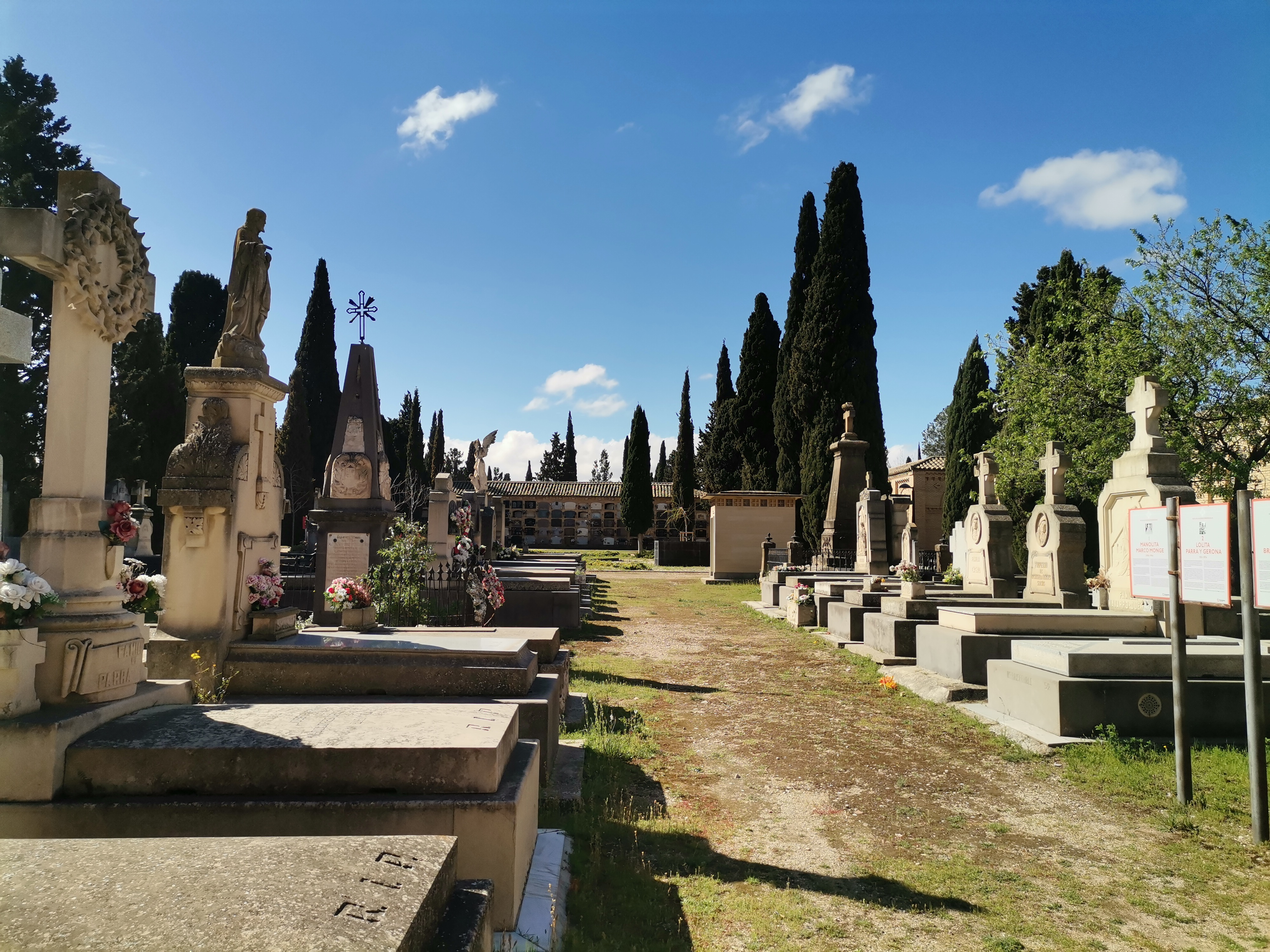
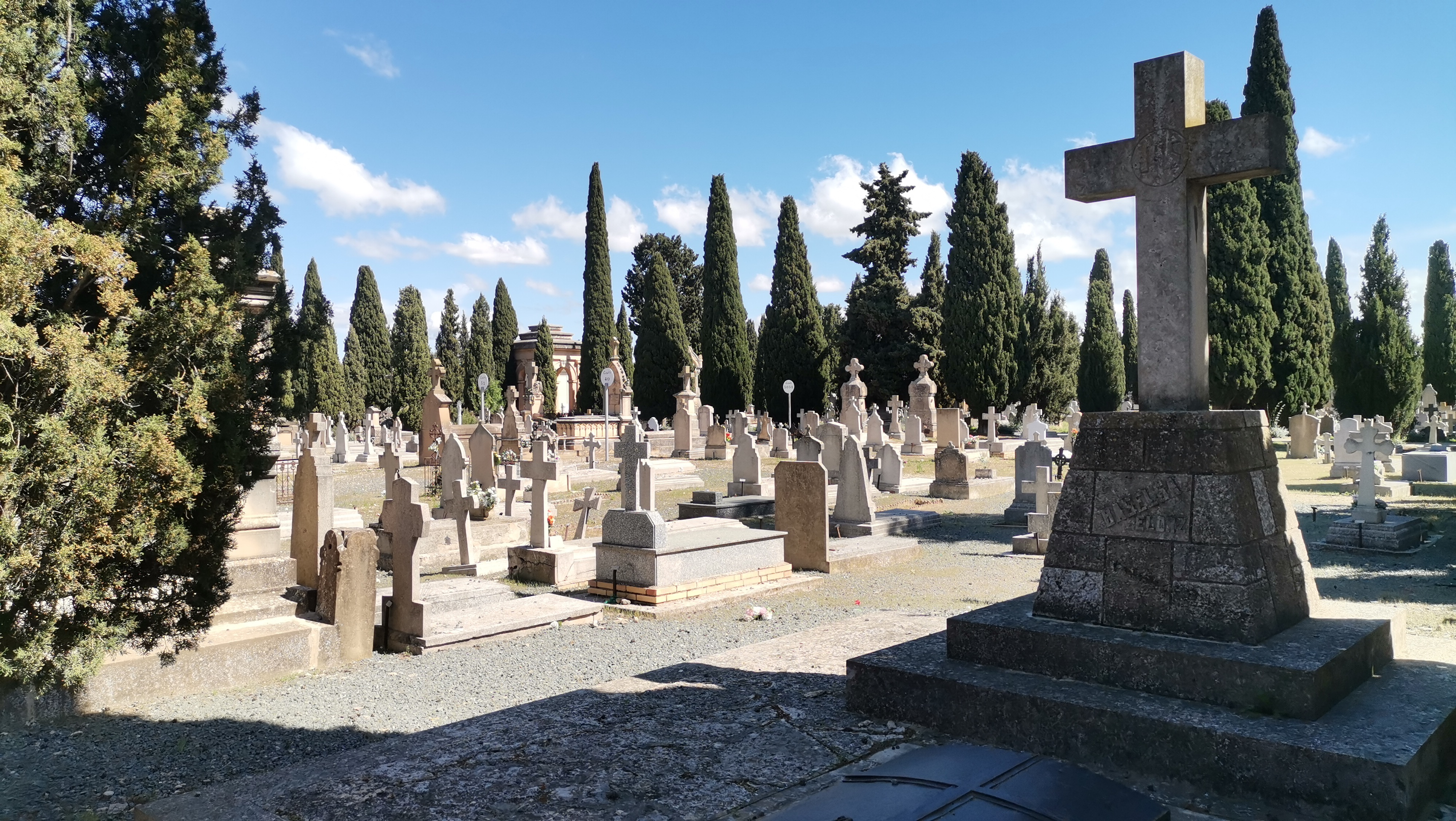
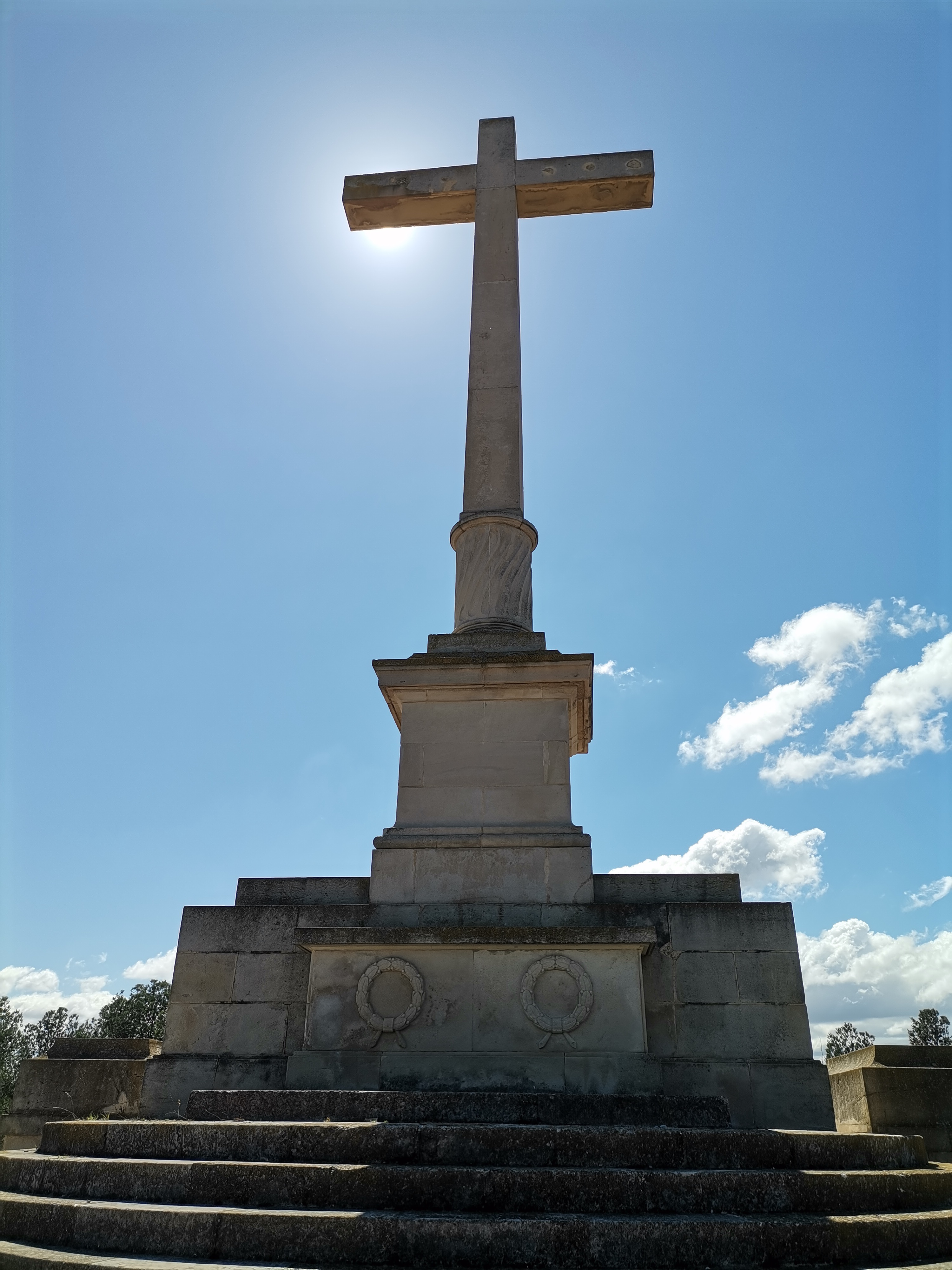